# بورتوروز
بورتوروز (بالإيطالية:Portorose، وتعني ميناء الورد) مدينة ساحلية تقع ضمن بلدية بيران في جنوب غرب سلوفينيا. بدأت المدينة تطور بشكل كبير في أواخر القرن 19 مع ظهور المنتجعات الصحية الأولى. في أوائل القرن 20th أصبحت واحدة من أروع المنتجعات الساحلية في أوروبا، جنبا إلى جنب مع أبازيا، ليدو وجرادو، ثم كجزء من يتورال النمساوية. وهي الآن مركز المقامرة الكبرى واحدة من أكبر المناطق السياحية في البلاد. ويوجد للمدينة مطار تحت أسم المطار بورتوروز الدولي.

## المناخ
يظهر الجدول التالي التغييرات المناخية على مدار السنة لبورتوروز:
| البيانات المناخية لـبورتوروز                                      | البيانات المناخية لـبورتوروز | البيانات المناخية لـبورتوروز | البيانات المناخية لـبورتوروز | البيانات المناخية لـبورتوروز | البيانات المناخية لـبورتوروز | البيانات المناخية لـبورتوروز | البيانات المناخية لـبورتوروز | البيانات المناخية لـبورتوروز | البيانات المناخية لـبورتوروز | البيانات المناخية لـبورتوروز | البيانات المناخية لـبورتوروز | البيانات المناخية لـبورتوروز | البيانات المناخية لـبورتوروز |
| الشهر                                                             | يناير                        | فبراير                       | مارس                         | أبريل                        | مايو                         | يونيو                        | يوليو                        | أغسطس                        | سبتمبر                       | أكتوبر                       | نوفمبر                       | ديسمبر                       | المعدل السنوي                |
| ----------------------------------------------------------------- | ---------------------------- | ---------------------------- | ---------------------------- | ---------------------------- | ---------------------------- | ---------------------------- | ---------------------------- | ---------------------------- | ---------------------------- | ---------------------------- | ---------------------------- | ---------------------------- | ---------------------------- |
| الدرجة القصوى °م (°ف)                                             | 17.6 (63.7)                  | 22.2 (72.0)                  | 23.0 (73.4)                  | 26.3 (79.3)                  | 29.5 (85.1)                  | 35.4 (95.7)                  | 35.1 (95.2)                  | 36.9 (98.4)                  | 32.1 (89.8)                  | 27.5 (81.5)                  | 21.0 (69.8)                  | 19.0 (66.2)                  | 36.9 (98.4)                  |
| متوسط درجة الحرارة الكبرى °م (°ف)                                 | 8.6 (47.5)                   | 9.7 (49.5)                   | 13.1 (55.6)                  | 16.8 (62.2)                  | 21.8 (71.2)                  | 25.5 (77.9)                  | 28.4 (83.1)                  | 28.2 (82.8)                  | 23.9 (75.0)                  | 19.0 (66.2)                  | 13.2 (55.8)                  | 9.7 (49.5)                   | 18.2 (64.8)                  |
| المتوسط اليومي °م (°ف)                                            | 4.7 (40.5)                   | 5.1 (41.2)                   | 8.2 (46.8)                   | 12.3 (54.1)                  | 17.1 (62.8)                  | 21.0 (69.8)                  | 23.0 (73.4)                  | 22.3 (72.1)                  | 18.2 (64.8)                  | 14.0 (57.2)                  | 9.7 (49.5)                   | 5.9 (42.6)                   | 13.5 (56.3)                  |
| متوسط درجة الحرارة الصغرى °م (°ف)                                 | 0.6 (33.1)                   | 0.4 (32.7)                   | 3.1 (37.6)                   | 6.9 (44.4)                   | 11.0 (51.8)                  | 14.5 (58.1)                  | 16.5 (61.7)                  | 16.3 (61.3)                  | 13.0 (55.4)                  | 9.7 (49.5)                   | 4.7 (40.5)                   | 1.4 (34.5)                   | 8.2 (46.8)                   |
| أدنى درجة حرارة °م (°ف)                                           | −12.0 (10.4)                 | −10.3 (13.5)                 | −9.7 (14.5)                  | −2.5 (27.5)                  | 2.5 (36.5)                   | 6.1 (43.0)                   | 7.6 (45.7)                   | 7.8 (46.0)                   | 3.8 (38.8)                   | 0.2 (32.4)                   | −5.5 (22.1)                  | −8.5 (16.7)                  | −12.0 (10.4)                 |
| الهطول مم (إنش)                                                   | 56.3 (2.22)                  | 47.1 (1.85)                  | 61.3 (2.41)                  | 65.3 (2.57)                  | 68.8 (2.71)                  | 85.8 (3.38)                  | 57.6 (2.27)                  | 78.1 (3.07)                  | 123.8 (4.87)                 | 120.5 (4.74)                 | 91.3 (3.59)                  | 75.3 (2.96)                  | 931.2 (36.66)                |
| متوسط أيام هطول الأمطار (≥ 0.1 mm)                                | 10.1                         | 7.5                          | 8.4                          | 10.2                         | 11.0                         | 10.9                         | 7.6                          | 7.6                          | 8.5                          | 10.2                         | 10.7                         | 10.4                         | 112.9                        |
| متوسط الرطوبة النسبية (%)                                         | 68                           | 61                           | 57                           | 55                           | 54                           | 54                           | 50                           | 51                           | 57                           | 61                           | 65                           | 67                           | 58                           |
| ساعات سطوع الشمس الشهرية                                          | 101                          | 132                          | 172                          | 195                          | 255                          | 273                          | 315                          | 297                          | 223                          | 167                          | 110                          | 94                           | 2٬385                        |
| المصدر: Slovenian Enivironment Agency (ARSO) (data for 1971-2000) |                              |                              |                              |                              |                              |                              |                              |                              |                              |                              |                              |                              |                              |